# Dicksonia eggersii
Dicksonia eggersii là một loài dương xỉ trong họ Dicksoniaceae. Loài này được Prantl mô tả khoa học đầu tiên năm 1897.
Danh pháp khoa học của loài này chưa được làm sáng tỏ. 